# Liam Grimwood
Liam Michael Grimwood (7 de junio de 1987) es un deportista británico que compitió en tiro con arco, en la modalidad de arco compuesto.
Ganó una medalla de plata en el Campeonato Mundial de Tiro con Arco al Aire Libre de 2009, una medalla de bronce en el Campeonato Mundial de Tiro con Arco en Sala de 2012 y una medalla de bronce en el Campeonato Europeo de Tiro con Arco al Aire Libre de 2012.

## Palmarés internacional
| Campeonato Mundial al Aire Libre | Campeonato Mundial al Aire Libre | Campeonato Mundial al Aire Libre | Campeonato Mundial al Aire Libre |
| Año                              | Lugar                            | Medalla                          | Prueba                           |
| -------------------------------- | -------------------------------- | -------------------------------- | -------------------------------- |
| 2009                             | Ulsan (Corea del Sur)            | Medalla de plata                 | Individual                       |
| Campeonato Mundial en Sala       |                                  |                                  |                                  |
| Año                              | Lugar                            | Medalla                          | Prueba                           |
| 2012                             | Las Vegas (Estados Unidos)       | Medalla de bronce                | Equipo                           |
| Campeonato Europeo al Aire Libre |                                  |                                  |                                  |
| Año                              | Lugar                            | Medalla                          | Prueba                           |
| 2012                             | Ámsterdam (Países Bajos)         | Medalla de plata                 | Equipo                           |